# Posthum
Das Wort posthum [pɔstˈhuːm] oder postum [pɔsˈtuːm] („nach dem Tod“) wird als Adjektiv oder Adverb für ein Ereignis eine Person betreffend verwendet, das ungewöhnlicherweise erst nach deren Tod eintritt. Im Speziellen betrifft das Bücher oder musikalische Werke, die erst nach dem Tod des Künstlers veröffentlicht werden, sowie Ehrungen und Preise. Beispiele: „Der Überläufer von Siegfried Lenz wurde postum veröffentlicht“, „Jochen Rindt wurde postum Formel-1-Weltmeister“.

## Etymologie
Es geht zurück auf lateinisch postumus (letzter, Superlativ von posterus ‚nachfolgend‘, vgl. lateinisch post ‚nach‘). Im klassischen Latein heißt postumus mit Bezug auf die Lebenszeit ausschließlich ‚zuletzt geboren‘ bzw. ‚nach dem Tode eintretend‘ (z. B. postuma fama im Sinne von ‚Nachruhm‘), und Postumus war in dieser Bedeutung eine Zeit lang auch als männlicher Vorname für den Letztgeborenen üblich. Nur in der Fachterminologie der römischen Juristen bedeutet postumus in klassischer Zeit auch ‚nachgeboren‘ (d. h. nachdem der Vater sein Testament abgefasst hat, nicht notwendig nach dem Tod des Vaters). Man spricht in diesem Sinn von einer postumen Geburt. An diese Sonderbedeutung, die den Bezug auf den Tod einer anderen Person beinhaltet, knüpft der neuere Wortgebrauch an, bei dem dann aber stets der Tod derselben Person gemeint ist, auf die das Wort angewendet wird.
Seit Isidor von Sevilla (560–636, Bischof von Sevilla) wurde die Wortbedeutung von post humationem (‚nach dem Begräbnis‘) hergeleitet. Dem entspricht die Wortschreibung posthumus, die seit dem Mittelalter im Lateinischen üblich wurde. Nach sprachwissenschaftlichen Maßstäben trifft diese Etymologie nicht zu. Der Duden etwa sieht in der Schreibung mit h eine Volksetymologie.

## Schreibung und Verwendung
Die Wortform posthum ist im Deutschen zuerst zu Beginn des 18. Jahrhunderts belegt, postum dagegen erst für das Ende des 18. Jahrhunderts. Auch die früher nachgewiesenen englischen und französischen Entsprechungen enthalten ein h (posthumous, posthume). Die Schreibung posthum wurde noch zur Jahrtausendwende im Etymologischen Wörterbuch des Deutschen als „weithin als nicht korrekt angesehen“ beschrieben. Ungeachtet dessen wird die Schreibung posthum deutlich häufiger verwendet. Die derzeit gültige amtliche Rechtschreibregelung (2006) lässt beide Schreibungen gelten.
Neuzeitlich ist auch der Gebrauch von Postumus oder Posthumus als Beiname für einen nach dem Tod des Vaters geborenen Herrscher, z. B. Ladislaus Postumus.